# Zenithoptera americana
Zenithoptera americana är en trollsländeart som först beskrevs av Carl von Linné 1758.  Zenithoptera americana ingår i släktet Zenithoptera och familjen segeltrollsländor. IUCN kategoriserar arten globalt som livskraftig. Inga underarter finns listade i Catalogue of Life.